# Charles Mention
Pour les articles homonymes, voir Mention.
Charles Mention, né le 29 janvier 1828 à Paris (Seine) et mort le 27 décembre 1902 à Douai (Nord) est un homme politique français.

## Biographie
Avocat à Douai, il est un opposant au Second Empire. Sous-préfet de Douai le 5 septembre 1870, il est révoqué après le 24 mai 1873. Conseiller général du Nord, il est député de la 2e circonscription de Douai de 1876 à 1881, siégeant au centre-gauche. Il est l'un des 363 qui refusent la confiance au gouvernement de Broglie, le 16 mai 1877. Il est maire de Douai de 1888 à 1891. Il meurt le 27 décembre 1902 à Douai et est enterré le 30 au cimetière du Père-Lachaise (20e division).

## Sources
- « Charles Mention », dans Adolphe Robert et Gaston Cougny, Dictionnaire des parlementaires français, Edgar Bourloton, 1889-1891 [détail de l’édition]
- « Charles Mention », dans le Dictionnaire des parlementaires français (1889-1940), sous la direction de Jean Jolly, PUF, 1960 [détail de l’édition]